# Parurgoninidae
Parurgoninidae es una familia de foraminíferos bentónicos de la superfamilia Pfenderinoidea, del suborden Orbitolinina y del orden Loftusiida. Su rango cronoestratigráfico abarca desde el Liásico (Jurásico inferior) hasta el Maastrichtiense (Cretácico superior).

## Discusión
Clasificaciones previas hubiesen incluido Parurgoninidae en la superfamilia Textularioidea, así como en el suborden Textulariina del Orden Textulariida o en el orden Lituolida.

## Clasificación
Parurgoninidae incluye al siguiente género:
- Parurgonina †

Otro género considerado en Parurgoninidae es:
- Neokilianina †